# Duarte Freitas
Duarte Nuno D'Ávila Martins de Freitas (São Roque do Pico, 10 de agosto de 1966) é um economista e político português. Foi deputado na Assembleia Legislativa dos Açores e é atualmente Secretário Regional das Finanças, Planeamento e Administração Pública do XIV Governo Regional dos Açores.

## Biografia
Casado e pai de três filhos, Duarte Freitas é licenciado em Organização e Gestão de Empresas. É membro da Ordem dos Economistas e da Ordem dos Técnicos Oficiais de Contas.
Após ter estudado nas ilhas do Pico e Faial, Duarte Freitas concluiu o ensino secundário no ano letivo de 1983/1984, na Escola Secundária Jerónimo Emiliano de Andrade, onde foi dirigente estudantil.
Duarte Freitas obteve a licenciatura em Organização e Gestão de Empresas na Universidade dos Açores, em Ponta Delgada, no ano letivo de 1989/1990.
Na sua juventude foi praticante de várias modalidades desportivas, nomeadamente futebol, andebol, futebol de salão, atletismo, hóquei em patins e voleibol. Destacou-se na prática do futebol, tendo sido jogador do Vitória Futebol Clube do Pico e do Sport Clube Angrense.
Enquanto estudante da Universidade dos Açores sagrou-se campeão nacional universitário de futebol de salão ao serviço da equipa da Universidade dos Açores.
Foi também dirigente associativo e desportivo na ilha do Pico.
Na aérea da promoção cultural, Duarte Freitas fundou, em 1995, a Cooperativa de Radiodifusão “Rádio Cais”, detentora do Jornal do Pico e da estação radiofónica Rádio Cais, da qual foi presidente até 2005.
Foi também fundador e coordenador do festival de música “Cais Agosto”, em São Roque do Pico, criado em 1994, e presidente da Associação Cultural de São Roque do Pico entre 2000 e 2003.
O seu percurso profissional é pautado pela passagem na administração pública regional dos Açores (é técnico superior da função pública) e pela atividade empresarial no setor agrícola, tendo ocupado os cargos de presidente da Associação de Agricultores da Ilha do Pico e vice-presidente da Federação Agrícola dos Açores.
Duarte Freitas foi igualmente professor na Escola Básica e Secundária de São Roque do Pico nos anos letivos de 1989/90 e 1990/91. Neste período ainda integrou um grupo de teatro amador.

## Atividade política
Duarte Freitas tem estado ligado à atividade política a nível local, regional e europeu. Foi vice-presidente da Câmara Municipal de São Roque do Pico, presidente da Associação de Municípios do Triângulo e Presidente da Assembleia Municipal de São Roque do Pico.
De 1996 até 2004 foi deputado à Assembleia Legislativa dos Açores, eleito pelo círculo eleitoral da ilha do Pico nas listas do PSD. No parlamento açoriano foi membro da comissão de Economia e vice-presidente do grupo parlamentar do PSD/Açores.
Entre 2004 e 2009 foi deputado no Parlamento Europeu, tendo sido membro efetivo das comissões de Agricultura e Desenvolvimento Rural, Pescas, Alterações Climáticas, Ambiente e Saúde Pública.
Enquanto deputado europeu, Duarte Freitas participou na elaboração de sete relatórios de fundo, entre os quais o POSEI/Agricultura e POSEI/Pescas, fez cerca de 600 propostas de alteração a mais de 100 documentos, e foi ainda responsável pela primeira visita que a Comissão de Agricultura e Desenvolvimento Rural do Parlamento Europeu fez aos Açores.
Segundo o semanário Expresso, foi um dos mais produtivos eurodeputados portugueses na legislatura 2004-2009 do Parlamento Europeu.
Enquanto eurodeputado, Duarte Freitas foi autor do livro “Os Açores e a Europa”, obra que reuniu mais de 500 artigos publicados na imprensa regional e nacional entre 2004 e 2009.
Foi ainda coautor da primeira e segunda edições do livro “Dicionário de Termos Europeus”.
Ainda no âmbito do cargo de deputado no Parlamento Europeu foi orador em conferências e palestras em diversas instituições académicas e outras entidades.
Em 2009, Duarte Freitas regressou à Assembleia Legislativa dos Açores, para a qual foi eleito nas listas do PSD pela ilha do Pico. Em 2011 foi eleito presidente do grupo parlamentar do PSD/Açores.
No final de 2012 decidiu candidatar-se à presidência do PSD/Açores, tendo sido eleito com 92,6 por cento dos votos.
Em 2015 recandidatou-se à liderança do partido para um segundo mandato, sendo eleito com 92,4 por cento dos votos dos militantes do PSD/Açores.
A 21 de julho de 2018 anunciou, na abertura do Conselho Regional do PSD/Açores, que não se iria recandidatar à liderança do partido.
De 2020 a 2022 foi Secretário Regional da Juventude, Qualificação Profissional e Emprego no XIII Governo Regional dos Açores e em 2022 com a saída do Secretário Regional das Finanças, Planeamento e Administração Pública passou a assumir essa pasta. Em 2024 tomou posse como Secretário Regional das Finanças, Planeamento e Administração Pública no XIV Governo Regional dos Açores.